# 須磨弥吉郎

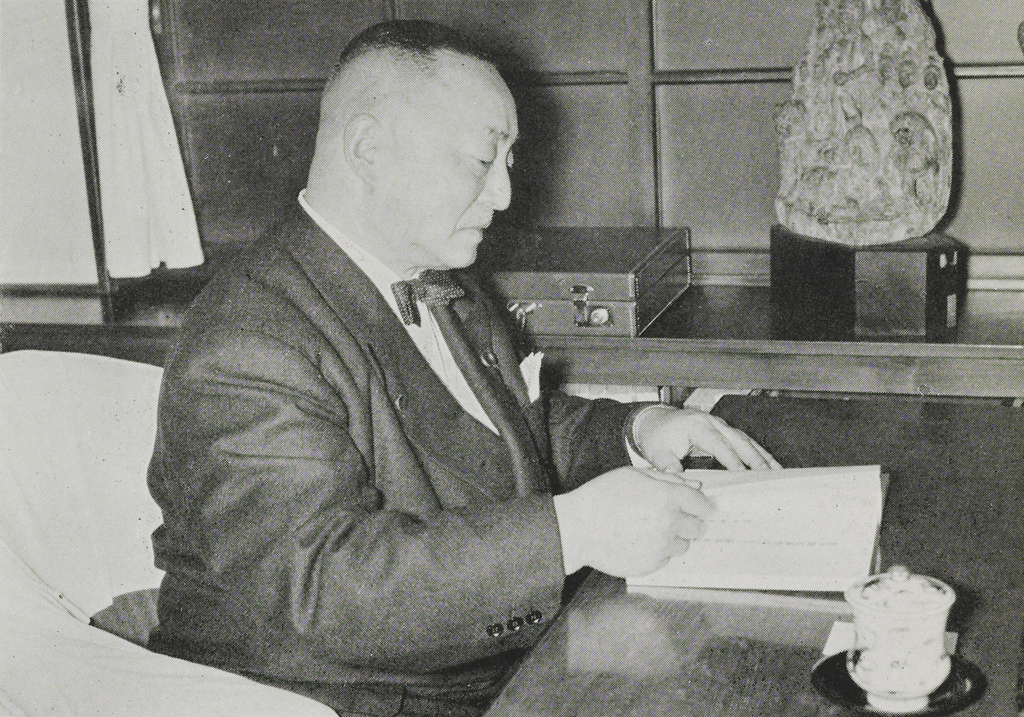
須磨弥吉郎

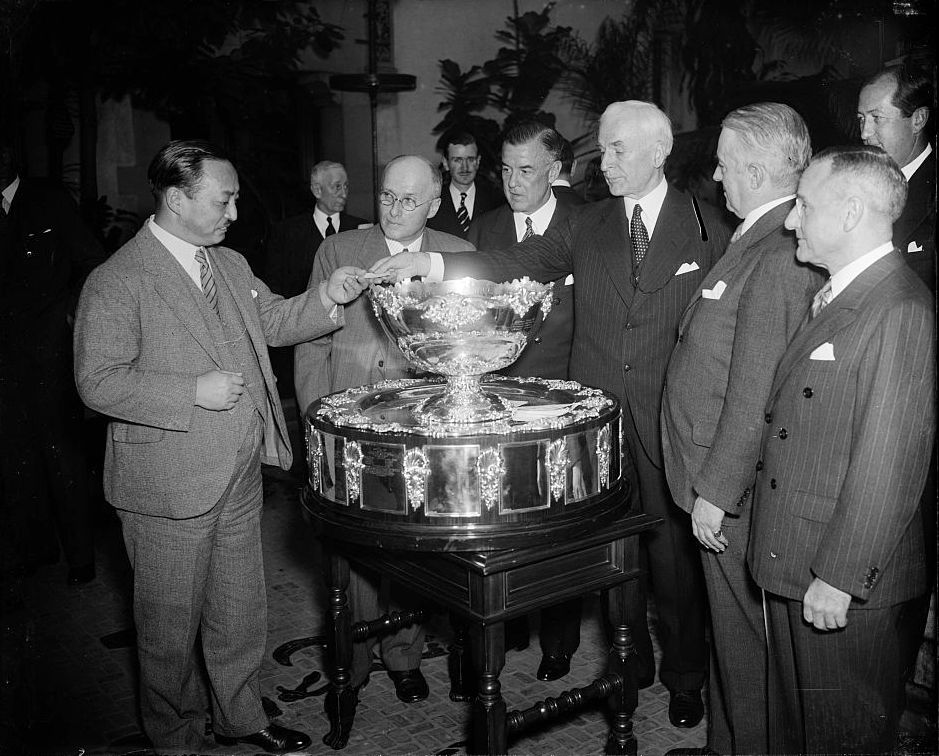
1938年2月、ワシントンD.C.の米州機構本部で行われたデビスカップの抽選会にて、コーデル・ハルから紙片を受け取る須磨（左端）

須磨 弥吉郎（すま やきちろう、1892年〈明治25年〉9月9日 - 1970年〈昭和45年〉4月30日）は、日本の外交官、政治家。スペイン特命全権公使・衆議院議員。

## 諜報戦のパイオニア
秋田県南秋田郡土崎新城町（現秋田市）生まれ。旧制秋田中学校卒業後広島師範学校に進学するも、一転して法律家を志し中央大学法学部に転学。卒業後、1919年に外務省入省。
外国語6カ国語に堪能でイギリス、ドイツ等の在外公館に勤務を経て、1927年、在中国大使館二等書記官として赴任。在広東領事館領事等を経て、1932年、在上海日本公使館情報部長となり、対蔣介石政権の情報収集に努める。その後、南京総領事に転じる。
この中国での諜報活動の経験から、情報の一元管理と総合判断の必要性を痛感、帰国後、同じ考えを抱いていた山本五十六海軍次官とともに奔走し、1937年、対外情報収集と対外広報を目的にした内閣情報部を設立する。その後、1939年、満州国在勤となり満州国外務局情報部長を務める。

## 東機関
日米交渉の行き詰まりにより、開戦は必至の情勢となる中、須磨は、親枢軸的なスペインを拠点にアメリカの情報を収集することを構想し、1940年12月、「東機関」を開設、その指揮のため自ら駐スペイン特命全権公使として赴任した。1941年12月8日の真珠湾攻撃から始まる対米開戦後、日本は、アメリカ大陸の在外公館を次々と閉鎖させられたことにより情報収集に著しい支障をきたした。だが「東機関」は、欧米の主要拠点にアンヘル・ベラスコをはじめとする情報部員を送り込み、諜報戦で多くの成果を挙げた。1943年時点で、アメリカの原爆開発まで押さえており、また太平洋戦争で激戦となったガダルカナル戦の最中、サンディエゴから現地に向かう船の数まで把握した。しかし、こうした情報は、日本政府・軍部に活用されることなく、またアメリカは暗号解読によってマドリッドからの「東機関」による情報を全て把握していたため、1944年半ば、アメリカによって「東機関」は壊滅に追い込まれた。

## A級戦犯容疑者から代議士へ
戦後は、こうした諜報活動の成果が米国に警戒されたことで、東京裁判に向け1945年12月6日にGHQが発令した逮捕命令者リスト（第四次逮捕者9名中の1人）に名を連ねるが、逮捕命令が出た時点では日本に帰国できず、マドリードで抑留状態だった。帰国後、A級戦犯容疑で巣鴨拘置所勾留されるが、1948年に不起訴処分で釈放。公職追放解除後、1953年、第26回衆議院議員総選挙に秋田1区から改進党公認で立候補し当選。1955年の第27回衆議院議員総選挙で日本民主党から再選。自由民主党に合流し、1958年まで2期務めた。1965年、「勲二等旭日重光章」受章。

## 須磨コレクション
須磨はスペイン公使業務の一方で、1940年から51年のまでの6年間にスペインを中心とする西洋美術コレクションを形成した（若干中国や日本関係のものも含む）。そのコレクションカタログによると、1760点（一括記載もあるので実際は1780点余）あったことが解る。更にスペイン以前の勤務地で収集品も加わるため、総数は2000点近くに上ると考えられる。その目的や資金原資に関しては謎が多い。須磨が戦犯容疑から釈放された後、スペイン政府から、収集品の一部が返還され「須磨コレクション」と呼ばれた。この「須磨コレクション」の一部は、1970年全国巡回の後78点が最終会場のあった長崎県に寄贈され、長崎県立美術博物館を経て、2005年現在501点が長崎県美術館に所蔵・展示されている。戦前に上海へ渡航する際、長崎から中国へと渡っており、長崎に思い入れがあったことから長崎へと寄贈することになったのだという。長崎県美術館では順次コレクションの調査・研究を進めており、その成果は図録や『長崎県美術館 研究紀要』などで発表している。
また中華民国在任時の中国美術品蒐集は、スペイン美術を遥かに超えて1万点以上とも言われる。後年の1999年と2000年に、中国近代絵画971点は、遺族からの寄贈や購入により京都国立博物館に収蔵された。コレクションには、蘇人山、虚谷、斉白石、高剣父、高奇峰、陳樹人、徐悲鴻、溥儒、張大千など近代一流画家を網羅し、作品の質も高い。更に、個々の作品を入手した経緯や、作家に関する評価・分類、画壇全体の展望をコレクター自身が陳述した記録類が須磨家に大量に残っており、コレクションの価値を高めている。

## 栄典
- 1940年（昭和15年）8月15日 - 紀元二千六百年祝典記念章[7]

## 親族
- 父・須磨八十八（1867-1938） ‐ 秋田県土崎港町の下駄製造者[8][9][10]
- 妻・はな（1895-） ‐ 東京女高師卒。川村女学院教員。[11][12]
- 長男須磨未千秋も外交官[13]。
- 長女・土思子 ‐ 桑木務の妻。[11]
- 二女・吉弥枝 ‐ 日清製粉役員・副島民彦の妻。民彦は副島綱雄の三男で、姪（姉の子）に上皇后美智子。娘婿に濱本英輔。[11]

## 著書
- 『After All アフターオール』英文著作
- 「戦後十年の国際政局」述 東京宝文館 大正15年[1926]
- 「外交戰に伴ふ思想戰 (思想戰講座 第1輯)」内閣情報部 1940
- 『米国及米国人』講談社 昭和16年[1941]
- 『スペイン芸術精神史』みすず書房 1949
- 『スターリンの碑銘』日本経済新聞社 1953
- 「中共の現実と将來の視透し」述 改進党政策委員会 1954.11
- 『中共見聞記』産業経済新聞社、1955
- 「変転を世界に見る 政調パンフレット 第5集」筆 自由民主党政務調査会 1957.3
- 『須磨弥吉郎外交秘録』須磨未千秋編、創元社 1988

翻訳
- ポール・ラインバーガー『心理戦争』みすず書房、1953年